# Ebikon
Ebikon (toponimo tedesco) è un comune svizzero di 14 469 abitanti del Canton Lucerna, nel distretto di Lucerna Campagna.

## Geografia fisica
Il territorio di Ebikon comprende l'alta valle Rontal e parte del lago Rotsee.

## Storia
Nel 1973 Ebikon ha rinunciato al titolo di città.

## Monumenti e luoghi d'interesse
- Chiesa parrocchiale cattolica di Nostra Signora, attestata dal 1257, ricostruita nel 1790 da Josef Singer e ampliata nel 1926-1927, con cimitero attestato dal 1245[3].

## Società

### Evoluzione demografica
L'evoluzione demografica è riportata nella seguente tabella:
Abitanti censiti

## Geografia antropica
Il comune fa parte dell'area metropolitana di Lucerna.

## Economia

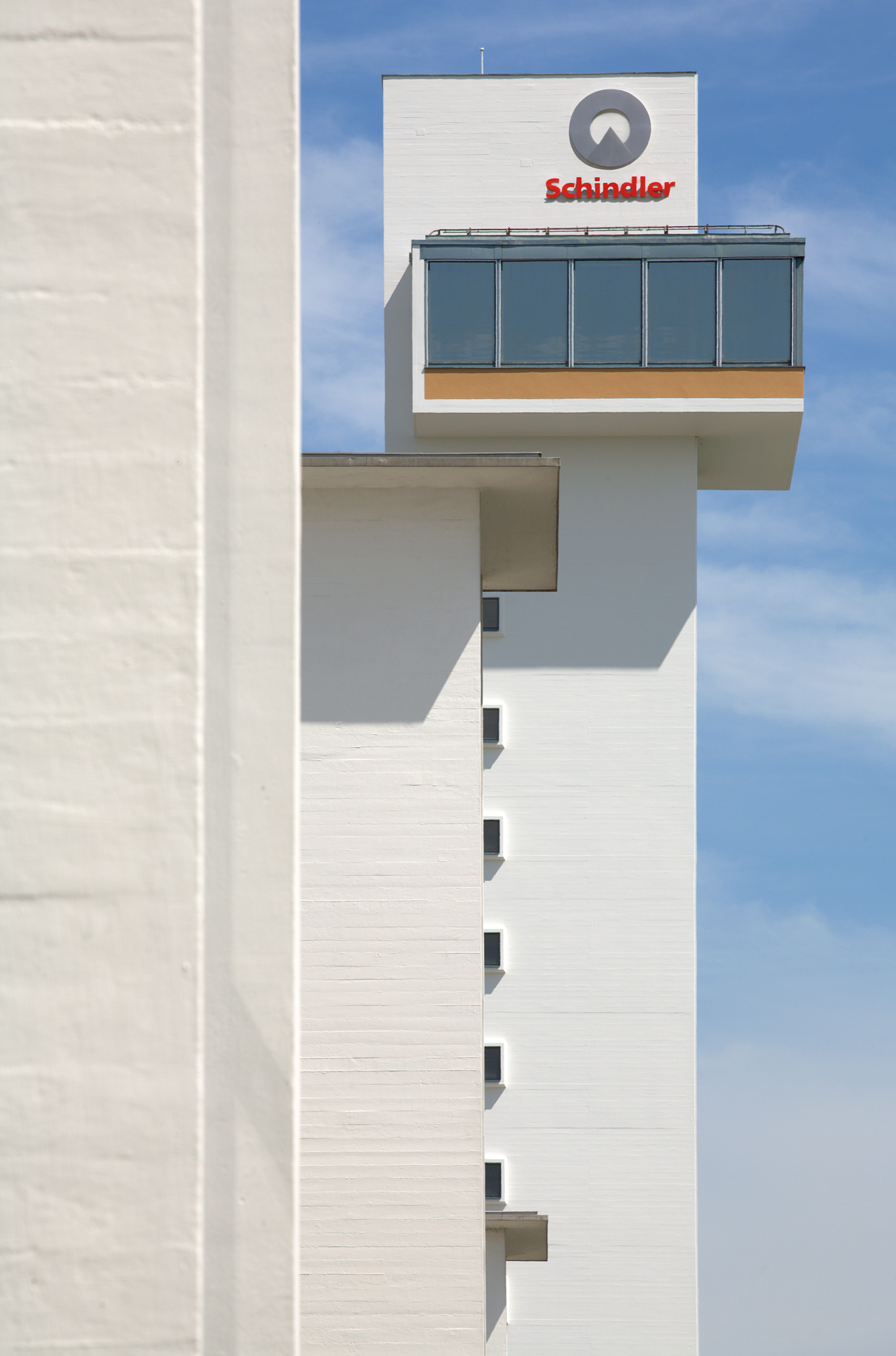
La torre sperimentale della Schindler

L'economia locale si basa prevalentemente sui settori secondario e terziario e sul pendolarismo in uscita verso Lucerna; a Ebikon ha sede l'azienda produttrice di scale mobile e ascensori Schindler Group.

## Infrastrutture e trasporti

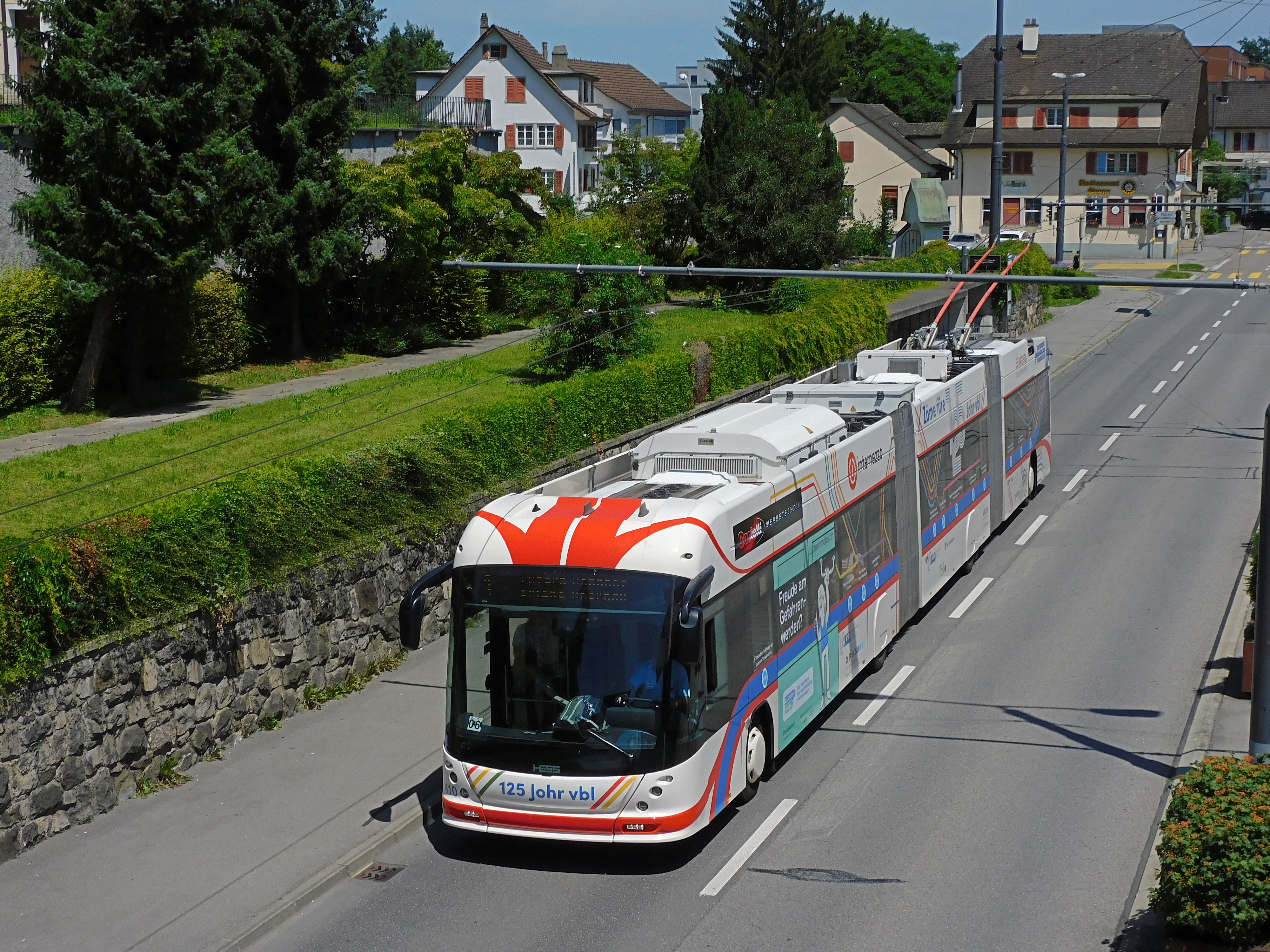
Un filobus della VBL lungo la Ladengasse

Il comune di Ebikon è servito dall'omonima stazione e da quella di Buchrain, entrambe sulla linea Zugo-Lucerna gestita dalle Ferrovie Federali Svizzere.
Il territorio comunale è attraversato dalla linea filoviaria 1 della rete di trasporto pubblico di Lucerna, gestita dalla Verkehrsbetriebe Luzern (VBL), il cui capolinea si trova nel quartiere di Fildern, di fronte al centro commerciale "The mall of Switzerland". Il comune è anche servito da diverse autolinee della stessa rete di trasporto pubblico: presso la stazione ferroviaria di Ebikon si trova anche un'autostazione.

## Sport
A Ebikon ha avuto sede la squadra di ciclismo Cervélo TestTeam Women.